# Máriás lelkület
A máriás lelkület katolikus fogalom, mely olyan lelkiségre utal, amely vállalni képes az Istennek való, feltétel nélküli engedelmességet.

## Teológusok hittételei
Szűz Máriát a - római katolikus egyház tanítása szerint - Jézus megváltó érdemeire való tekintettel az eredendő bűn nem érintette. Ez nem Szűz Mária személyes érdeme: Isten kiválasztotta, hogy az ő legyen az aki emberi testét adja át és az emberi természetet Jézusnak, az áteredő bűntől mentesen. Mária így akarva-akaratlanul is a második Éva lett, azonban az első Éva elbukott (mert nemet mondott Isten kérésére), a „második Éva” pedig még a megkövezés kockázatával is engedelmes volt (Isten akaratába beleegyezése révén): „Íme, az Úr szolgálója vagyok, legyen nekem a te igéd szerint” (Lk 1,38) Mária merte vállalni hittel azt a felfoghatatlan kalandot, amelybe Isten belevitte.
John Duns Scotus teremtette meg a máriás lelkület teológiáját a XIII. században külön a ferences rendnek.

## ASzűz Mária-jelenésekáltal kialakult máriás lelkület
Szűz Mária a hagyomány, illetve azok a szemtanúk beszámolói szerint - akik látni vélték , fénylő jelenségként - tanít szeretetre, rózsafüzér imára, bűnbánatra, szerénységre. Ezeket általában magánkinyilatkoztatásokban közli egy tanúval, vagy tizenéves gyerekekkel köztereken, utcákon, szabadban. Valamennyi jelenés lefolyásának közös kísérőjelensége volt a különös fényesség. A jelenéseket mindig sajátos fényjelenségek kísérték a tanúságtételek szerint, amely olyan fény volt, ami az emberi szemmel tapasztalt, általánosan ismert fény sugárzó hatását is felülmúlóan, tündökletes volt. A hívők tömegei ezek után az események és tanúságtételek után kialakítják a Mária-kegyhelyeket a jelenések helyszínein, és ott vallásos áhítattal gyakorolják azt a lelkületet, melyet Szűz Mária kért a hívektől.

## Az egyes ember a vallásgyakorlat tükrében
Mindazokat az embereket, akiknél a lelki tisztaság elérése a cél – vagy alapadottságból tulajdonságaik között már megvannak – és anyai gondoskodó szeretettel vannak felruházva, máriás lelkületűnek mondjuk. Nem hívő emberekben éppúgy megtalálható, mint hívőknél, mert a női lélek alaptermészetéről van szó. A vallási életben az egyes felekezetek különböző meghatározásban, jelzőkkel adnak magyarázatot, segítik a hívőket lelki pásztorkodásukban. A protestánsok egyetlen bűntelen, míg a katolikusok szeplőtelen kifejezéssel állítanak példaképet Szűz Mária személyében. A görögkatolikusok útmutató istenanyának nevezik, míg az evangélikusok között segítő (máriahilf) jelzőket használnak. De sok példa mutat az oltalmazó szerepére, amikor védelmet kérnek a hívők tőle. Ezt bizonyítja az "Oltalmad alá futunk..." kezdetű dal, mely a 3. században keletkezhetett.
Mária szimbolikus virágai a rózsa, liliom és a írisz.

## Kapcsolódó oldalak
- Rózsafüzér
- Mária-kegyhelyek